# Daniel Carleton Gajdusek
Daniel Carleton Gajdusek, né le 9 septembre 1923 à Yonkers et mort le 11 décembre 2008 à Tromsø en Norvège est un médecin pédiatre américain, d'origine slovaque par son père et hongroise par sa mère.

## Biographie
Dans les années 1950, il est confronté au kuru, une maladie neurologique qui atteint les Fore, un peuple des montagnes de Nouvelle-Guinée. Avec l'aide d'autres chercheurs dont Michael Philip Alpers, il démontre que la maladie se transmet aux femmes et aux enfants qui ingèrent des broyats de cerveaux humains à l'occasion de pratiques cannibales. Il obtient en 1976 pour ces découvertes le prix Nobel de médecine qu'il partage avec Baruch Samuel Blumberg.
À l'époque, on considère que l'agent infectieux est un virus lent. La théorie actuellement admise rend responsable un prion.
En 1996, la réputation de Gajdusek sera entachée par des dénonciations pour abus sexuel sur mineur commis en 1987. On apprend alors que le docteur Gajdusek avait, vers la fin des années 1980, ramené aux États-Unis et adopté une cinquantaine d'enfants originaires de Micronésie et de Papouasie-Nouvelle-Guinée. Il plaidera coupable et sera condamné à 19 mois de prison.